# Janicsák Veca
Janicsák Veca (születési nevén Janicsák Veronika, Budapest, 1989. október 19. –) Fonogram-díjas magyar énekesnő. Édesapja Janicsák István előadóművész, zenész, dalszövegíró.

## Élete és munkássága
Édesapja Janicsák István, a Z’Zi Labor énekese, vezetője. Születésekor szülei már elváltak, iparművész édesanyja nevelte őt és nővérét. Megnyert több iskolai énekversenyt. Középiskolában az Umszki Band nevű iskolai zenekarban vett részt, majd elnyerve egy verseny díját, megkapta a lehetőséget, hogy 15 évesen énekelhessen a Sziget Fesztiválon. 16 éves korától folyamatosan szerepelt édesapja koncertjein néhány dal erejéig, óriási közönségsikert aratva. Dolgozott árusként, szoláriumban és lovardában, az érettségit követően pedig egy szinkronstúdióban volt gyártásszervező. A Nickelodeon tv-csatorna kérésére számos főcímdalt és magyar nyelvű betétdalt is felénekelt, melyek között a Tökéletlenek és az iCarly főcímdala is szerepelt. Több tehetségkutató műsorban is feltűnt, de nagyobb nyilvánosságot csak 2007-ben, a Csillag születik című műsorban kapott, ahol a középdöntőig jutott. Itt ismerkedett meg Kocsis Tiborral, akivel azóta is jó barátok. Ezután Wagner Emillel, gyermekkori barátjával közösen megalakította a Pop & Roll együttest, amellyel elsősorban saját szerzeményeket játszottak, melyekhez az angol nyelvű dalszövegeket Veca írta.
2010-ben jelentkezett az X-Faktorba. A válogatók után a mentora Geszti Péter lett. A műsor során kétszer párbajozott, először a 3. élő show-ban a Summer Sisters ellen, itt még továbbjutott. Másodszor a 9. élő show-ban, ahol a későbbi győztes, Vastag Csaba búcsúztatta. Így negyedik helyezett lett, és egyben a műsor legjobb női hangja. A műsorban elhangzott dalok közül kétségtelenül a Most múlik pontosan az, melyet az emberek leginkább ismertek és szerettek tőle. A dalt a legnagyobb videómegosztón egy hét alatt egymillióan nézték meg, illetve rádiós listákon is szerepelt. 2010 decemberében megjelent első CD-je, amelyen a tehetségkutató műsorban elhangzott 10 dala hallható.

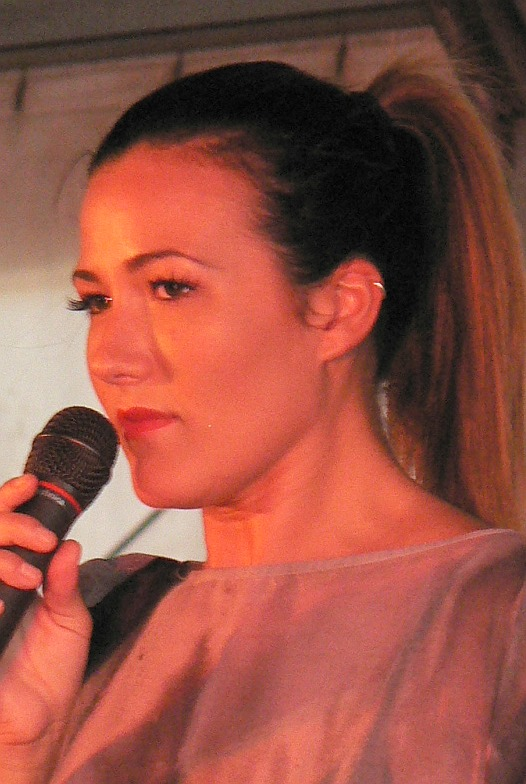
Janicsák Veca (2012)

Az X-Faktor vége után többi 11 döntős társához hasonlóan ő is a Papp László Sportarénában kezdte meg fellépéseit, még hozzá rögtön kétszer énekelt 10 ezer ember előtt. 2011 tavaszán Regina nővérével közösen szépségszalont nyitott. Az első X című CD-je májusra elérte a platina minősítést. 2011 májusában Vecát gyerekkori példaképe és egyben kedvenc magyar énekese, Kovács Ákos duettre kérte fel lemezbemutató koncertjére. 2011 augusztusában megjelent második CD-je két hét leforgása alatt első helyezést ért el a Mahasz slágerlistáján.
2011 augusztusában egyszerre két klipet forgatott a Kék angyal és a Labirintus című dalokhoz, mindkettőt 2011. szeptember 16-án mutatták be. 2011. október 19-én, 22. születésnapján jelent meg Ákossal közös klipje az Érintő című dalhoz, ami egy koncertfelvétel a Katona imája c. nagykoncertről.
2011 nyarán jelentette be Veca, hogy ősszel a Papp László Sportarénában lemezbemutató nagykoncertet ad, amire aztán november hatodikán került sor. A koncert több ezer néző előtt került megrendezésre, a Veca világa pedig a Mahasz lista 2. helyére ugrott.
2012 februárjában a Mahasz közzétette a 2011-es év összesített listáit.Kiderült, hogy 2011-ben Veca Az első X – 10 dal az élő showból című CD-je volt a legtöbbet eladott lemez, A második X – 10 új felvétel pedig az előkelő 5. helyet érte el.
A 2011-ben szerzett díjak száma 2012-ben is tovább nőtt, ugyanis az első alkalommal megrendezett Transilvanian Music Awards szavazatai alapján ő lett a magyar versenyzők körül Az év legjobb női hangja. Négy nappal a TMA díj megnyerése után, a 4. Glamour-gálán elnyerte az Év énekesnőjének járó díjat. 2012 áprilisában a Life.hu felkérésére Buday Péterrel az „Ez zsír!” nevű kampány reklámarca és nagykövete lett.
2012. június 2-án, a Csillag születik döntőjében debütált Kocsis Tiborral közös duettje, melynek címe Ez az a perc.
2012. november 6-án (Aréna koncertjének egyéves évfordulóján) jelent meg a Veca Világa – Szuperkoncert című DVD, valamint a Szeretek élni dalhoz tartozó videóklip.
Labirintus című dalát 2012-ben és 2013-ban is jelölték a Fonogram = Az év dala című díjra. 2013. november 30-án dupla telt házas koncertet adott a RaM Colosseumban.
2014. november 6-án jelent meg a Hooligansszel közös dala, a Halálos Csók, ami az együttes Társasjáték című lemezén található meg.
2015 decemberében született meg első gyermeke, Emma. A hírt Veca 2016 januárjában osztotta meg a nyilvánossággal.
2017 tavaszán szerepelt A nagy duett 5. évadában, amit duettpartnerével, Simon Kornél színművésszel meg is nyertek. 2017 őszén részt vett a Sztárban sztár 5. évadában, ahol negyedik helyen végzett.
2018 telén Balázs Fecó oldalán egy duett keretében előadták a Maradj velem dalt a Dal extra produkciójaként.
2019-ben a Budapest ébren tart című szerzeménye bekerült a Budapest Dal 2019 legjobb 8 dala közé. Kollányi Zsuzsi, Szolnoki Péter és Oláh Gergő közreműködésével felénekelte a Befogadlak dalt, amellyel a nevelőszülői program mellett kampányoltak. 2019. augusztus 20-án a Margitszigeti Szabadtéri Színpadán Veca mellett Miklósa Erika, Sándor Péter, Szemenyei János és Gábor Géza lépett fel szólistaként Tolcsvay László Magyar Mise = Új magyar rapszódia nagyszabású koncertjén. Ősszel a Sztárban sztár leszek! tehetségkutató műsorában jelent meg sztárvendégként, ahol Tasnádi Bencével kellett elénekelnie az Érintő c. dalt. Valamint 2019-ben szerencsét próbált férjével az Ázsia Expressz kalandshowjában, ahol 2. helyen végeztek. Decemberben kiadta első karácsonyi dalát, a Fényfüzért, amely klipforgatása során szigorúan ügyelt a környezetterhelés minimalizására.

## Díjai

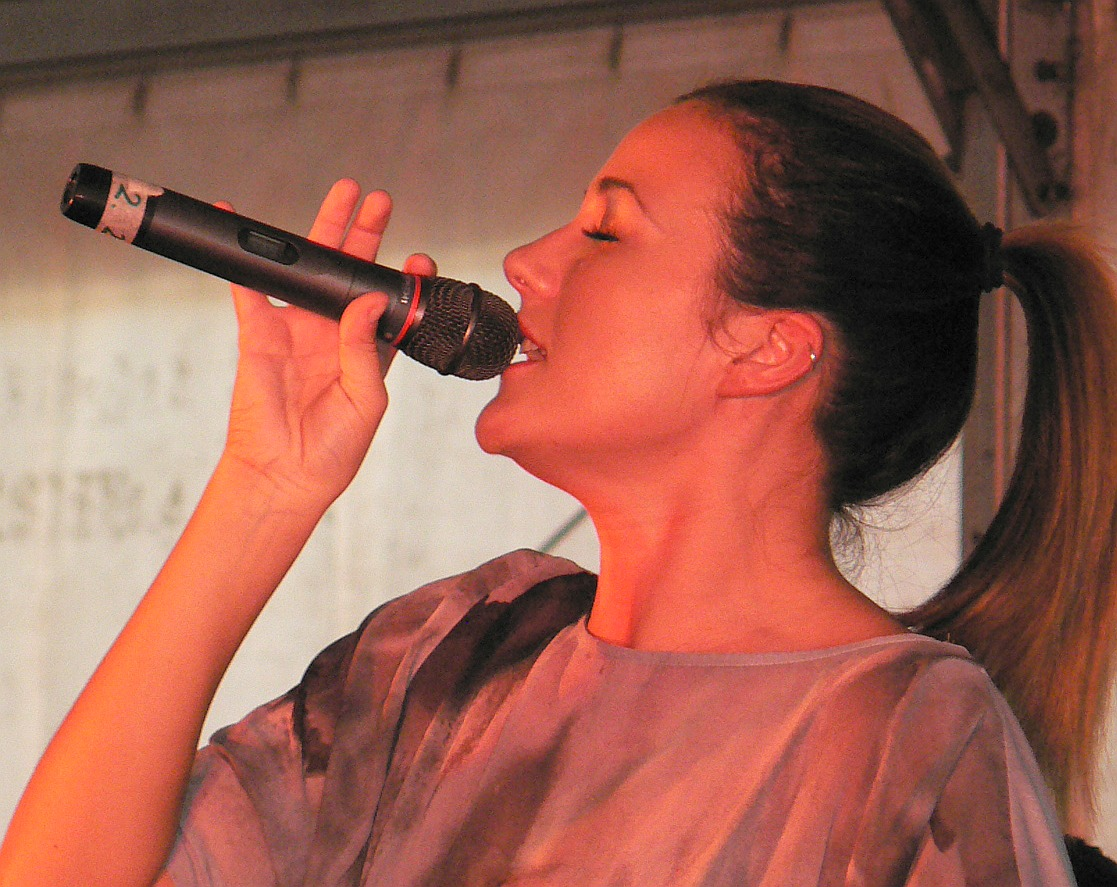
Janicsák Veca (2012)

- 2011: Bravo Otto díj – az év női előadója[11]
- 2011: Glamour = Women Of The Year = A legszebb hajú sztár[12]
- 2011: Nők Lapja & Nők Lapja Café = Az évtized nője zene kategóriában[13]
- 2011: Budakeszi ifjúsága díj[14]
- 2012: Transilvanian Music Awards: (magyarországi előadók) Az év legjobb női hangja[15]
- 2012: Glamour = Women Of The Year = Az év énekesnője
- 2012: Ballantine's = Fonogram díj = Az év énekesnője
- 2013: Transilvanian Music Awards: (magyarországi előadók) Az év legjobb női hangja
- 2017: A nagy duett 1. hely (Simon Kornéllal)
- 2017: Sztárban Sztár 4. hely
- 2018: MasterChef VIP 2. hely
- 2019: Ázsia Expressz 2. hely

## Diszkográfia

### Albumok
| Év   | Album                                                           | Legmagasabb helyezés | Minősítés      |
| Év   | Album                                                           | MAHASZ Top 40        | Minősítés      |
| ---- | --------------------------------------------------------------- | -------------------- | -------------- |
| 2011 | Az első X – 10 dal az élő showból - Megjelenés: 2011. január 3. | 1                    | - Platinalemez |
| 2011 | A második X – 10 új felvétel - Megjelenés: 2011. augusztus 11.  | 1                    | - Aranylemez   |
| 2011 | Veca világa - Megjelenés: 2011. november 6.                     | 2                    | - Aranylemez   |
| 2013 | Édes szavakkal - Megjelenés: 2013. szeptember 12.               | 1                    | - Aranylemez   |

### Kislemezek/Videóklipek
- 2011 = Kék Angyal
- 2011 = Labirintus
- 2011 = Érintő (Kovács Ákos, közreműködik Janicsák Veca)
- 2012 = Szeretek Élni (Remixek) = EP
- 2012 = Szeretek élni
- 2012 = Kék angyal közönségklip (DJ Sterbinszky remix)
- 2012 = Szenvedély
- 2013 – Mennyit adsz a lelkemért
- 2014 – Édes szavakkal
- 2014 – Könnyek az esőben
- 2015 = Mindig úton
- 2017 = Látóhatár
- 2018 = Hazudjunk igazat
- 2018 = Otthon bárhol (km. Freddie, Manoya és Biga)
- 2019 = Budapest ébren tart
- 2019 = Befogadlak (km. Kollányi Zsuzsi, Oláh Gergő, Szolnoki Péter)
- 2019 = Fényfüzér
- 2020 = Meseház

### DVD-k
- 2012 = Veca Világa = Szuperkoncert

### Slágerlistás dalok
| Év                  | Dal                                         | Legmagasabb helyezés | Legmagasabb helyezés | Legmagasabb helyezés   | Legmagasabb helyezés | Legmagasabb helyezés | Legmagasabb helyezés         | Legmagasabb helyezés | Album                             |
| Év                  | Dal                                         | VIVA Chart           | Class 40             | Mahasz Editors’ Choice | Mahasz Rádiós Top 40 | Mahasz Dance Top 40  | MAHASZ Single (track) Top 10 | EURO 200             | Album                             |
| ------------------- | ------------------------------------------- | -------------------- | -------------------- | ---------------------- | -------------------- | -------------------- | ---------------------------- | -------------------- | --------------------------------- |
| 2011                | Labirintus                                  | 3                    | 4                    | 21                     | 12                   |                      |                              |                      | A második X – 10 új felvétel      |
| 2011                | Most múlik pontosan                         |                      |                      |                        |                      |                      | 9                            |                      | Az első X – 10 dal az élő showból |
| 2012                | Ez az a perc duett Kocsis Tiborral          |                      | 7                    |                        | 24                   |                      |                              |                      | Kocsis Tibor = Irány az élet      |
| 2012                | Szeretek élni                               | 13                   |                      |                        |                      |                      |                              |                      | Veca világa                       |
| 2013                | Mennyit adsz a lelkemért                    |                      |                      | 23                     | 30                   |                      |                              |                      | Édes szavakkal                    |
| 2013                | Én várok rád                                |                      |                      |                        |                      |                      | 5                            |                      | Édes szavakkal                    |
| 2014                | Könnyek az esőben                           |                      | 5                    | 18                     | 9                    |                      |                              |                      | Édes szavakkal                    |
| 2014                | Halálos csók (duett a Hooligans-szel)       |                      |                      | 24                     |                      |                      |                              |                      | Hooligans - Társasjáték           |
| 2018                | Otthon bárhol (feat. Freddie, Manoya, Biga) |                      |                      |                        | 35                   |                      |                              |                      | Freddie - Otthon bárhol           |
|                     |                                             | Összesítés           |                      |                        |                      |                      |                              |                      |                                   |
| 1. helyezett számok |                                             |                      |                      |                        |                      |                      |                              |                      |                                   |
| Top 10-be bekerült  | Top 10-be bekerült                          | 1                    | 3                    |                        | 1                    |                      | 2                            |                      |                                   |
| Top 40-be bekerült  | Top 40-be bekerült                          | 2                    | 3                    | 4                      | 5                    |                      | 2                            |                      |                                   |